# Catherine Woodgold
Catherine R. D. Woodgold est une sismologue canadienne du projet séisme Canada.

## Publications
- (en) Catherine R. D. Woodgold, « Estimation of Q in Eastern Canada using coda waves », Bulletin of the Seismological Society of America, vol. 80, no 2,‎ avril 1990, p. 411-429
- (en) C. R. D. Woodgold, « Coda Q in the Charlevoix, Quebec, region: Lapse-time dependence and spatial and temporal comparisons », Bulletin of the Seismological Society of America, vol. 84, no 4,‎ août 1994, p. 1123-1131
- (en) Catherine R. D. Woodgold, « Wide-aperture beamforming of depth phases by timescale contraction », Bulletin of the Seismological Society of America, vol. 89, no 1,‎ février 1999, p. 165-177
- (en) Allison L. Bent, Maurice Lamontagne, John Adams, Catherine R. D. Woodgold, Stephen Halchuk, Janet Drysdale, Robert J. Wetmiller et Shutian Ma, « The Kipawa, Québec “Millennium” Earthquake », Seismological Research Letters, vol. 73, no 2,‎ 3/4 2002, p. 285-297 (DOI 10.1785/gssrl.73.2.285)
- (en) Maurice Lamontagne, Allison L. Bent, Catherine R. D. Woodgold, Shutian Ma et Veronika Peci, « The 16 March 1999 mN 5.1 Côte-Nord Earthquake: The Largest Earthquake Ever Recorded in the Lower St. Lawrence Seismic Zone, Canada », Seismological Research Letters, vol. 75, no 2,‎ 3/4 2004, p. 299-316 (DOI 10.1785/gssrl.75.2.299)
- (en) Maurice Lamontagne, Yousef Hammamji, Jean-Pierre Tournier et Catherine Woodgold, « Reservoir-induced earthquakes at Sainte-Marguerite-3, Quebec, Canada », Canadian Journal of Earth Sciences, vol. 43, no 2,‎ février 2006, p. 135-146
- (en) Honn Kao, Shao-Ju Shan, Allison L. Bent, Catherine Woodgold, Garry Rogers, John F. Cassidy et John Ristau, « Regional Centroid-Moment-Tensor Analysis for Earthquakes in Canada and Adjacent Regions: An Update », Seismological Research Letters, vol. 83, no 3,‎ 5/6 2012, p. 505-515 (DOI 10.1785/gssrl.83.3.505)